# Alfonso Soláns Serrano
Alfonso Soláns Serrano (Zaragoza, 23 de noviembre de 1923-ib., 29 de noviembre de 1996) fue un empresario y dirigente deportivo  español. 
Fundador y presidente de la empresa de colchones Pikolin, una de las más importantes de Europa en su sector.
Accionista mayoritario y Presidente del equipo de fútbol de la primera división española Real Zaragoza, entre los años 1992 a 1996.  En su mandato se consiguió la copa del Rey del 1994 y el mayor éxito deportivo hasta el momento de su historia, con la consecución de la Recopa de Europa en 1995 en París ante el Arsenal con el famoso gol de Nayim.
También fue concejal del Ayuntamiento de Zaragoza entre 1967 y 1979, estando al frente de la Delegación de Tráfico y de la Policía Municipal.
En el capítulo de méritos le fueron concedidas la  Gran Cruz del Mérito al Trabajo, el mayor mérito laboral de España. Fue investido Caballero de San Jorge y miembro de la Real Hermandad de Infanzones de Nuestra Señora de la Caridad de la Imperial Villa de Illescas.
Tras su fallecimiento tanto la empresa Pikolin como el equipo de fútbol las heredó su hijo, Alfonso Soláns Soláns.
Tiene una calle en Zaragoza en el lugar donde se ubicó su primera fábrica de colchones, el barrio Jesús.